# Stovpînka, Olevsk
Stovpînka (în ucraineană Стовпинка) este localitatea de reședință a comunei Stovpînka din raionul Olevsk, regiunea Jîtomîr, Ucraina.

## Demografie
Componența lingvistică a localității Stovpînka
     Ucraineană (99,55%)
     Alte limbi (0,45%)
Conform recensământului din 2001, majoritatea populației localității Stovpînka era vorbitoare de ucraineană (99,55%), existând în minoritate și vorbitori de alte limbi.